# Clase Revenge
La clase Revenge fueron cinco acorazados de la Real Armada Británica ordenados construir poco antes del estallido de la Primera Guerra Mundial y botados entre 1914 y 1916. La clase iba a estar compuesta en principio por ocho acorazados, pero dos de ellos fueron rediseñados más tarde y se convirtieron en los cruceros de batalla clase Renown y otro, que iba ser nombrado HMS Resistance, fue cancelado. 
Los buques de esta clase eran más pequeños y más lentos que los anteriores clase Queen Elizabeth y fueron diseñados para emplear tanto carbón como fuel. Su batería principal estaba compuesta por ocho cañones de 381 mm y la secundaria por doce de 152 mm, y fueron dotados con bulgues en el casco destinados a hacerlos más resistentes a los torpedos. La clase estuvo compuesta por los acorazados Ramillies, Resolution, Revenge, Royal Oak y Royal Sovereign.
Solo el Revenge y el Royal Oak estuvieron listos a tiempo para intervenir en la Batalla de Jutlandia, el mayor combate naval de la Primera Guerra Mundial, a mediados de 1916. Los acorazados de esta clase no recibieron grandes mejoras en el período de entreguerras y en la Segunda Guerra Mundial fueron destinados a roles secundarios. El más famoso de todos ellos fue el Royal Oak, torpedeado y hundido junto a más de 800 tripulantes en el fondeadero de Scapa Flow en octubre de 1939 por el submarino alemán U-47 capitaneado por Günther Prien.